# Moulin de Gantenbein
Moulin de Gantenbein (lb. Gantebeensmillen, niem. Gantenbeinsmühle) – mała miejscowość (lieu-dit) w południowym Luksemburgu, w kantonie Luksemburg, w gminie Hesperange. Do 3 października 2015 miejscowość leżała w dystrykcie Luksemburg. 